# 선화로 (대전)
선화로(Seonhwa-ro)는 대전광역시 중구 용두동 서대전초교삼거리 에서 동구 중앙동 수정삼거리를 잇는 도로이다.

## 주요 경유지
대전광역시
- 중구 (용두동 . 은행선화동) - 동구 (삼성동 . 중앙동)

## 노선
| 이름             | 접속 노선                      | 소재지                 | 소재지     | 비고 |
| ---------------- | ------------------------------ | ---------------------- | ---------- | ---- |
| 서대전초교삼거리 | 국도 제4호선 (계룡로)          | 중구                   | 용두동     |      |
| 선화공원네거리   | 대전광역시도 제13호선 (보문로) | 중구                   | 은행선화동 |      |
| 선화네거리       | 대종로                         | 중구                   | 은행선화동 |      |
| 선화교           |                                | 중구                   | 은행선화동 |      |
|                  | 동구                           | 삼성동                 |            |      |
| 정동네거리       | 동구                           | 삼성동                 | 대전로     |      |
| (이름없음)       | 동구                           | 국도 제17호선 (대전로) | 중앙동     |      |
| 정동지하차도     | 동구                           |                        | 중앙동     |      |
| 삼가로와 직결    |                                |                        |            |      |

## 주요 건물 및 시설
- 서대전초등학교 (선화로 17/용두동 27-13)
- 호수돈여자중학교 (선화로 50/선화동 884)
- 호수돈여자고등학교 (선화로 50/선화동 884)
- CU 선화중앙점 (선화로 126/선화동 243-1)
- 대전선화초등학교 (선화로 159/선화동 84)